# Bernie S. Siegel
Bernard (Bernie) S. Siegel (Brooklyn, New York, 14. listopada 1932.) američki je liječnik i publicist.

## Životopis
Bernard Siegel rođen je u New Yorku. Završio je studij medicine i radio kao pedijatar, kirurg i onkolog, te predavač na medicinskom fakultetu sveučilišta Yale. Radeći s pacijentima oboljelim od raka, te proučavajući literaturu iz dubinske analitičke psihologije Carla Gustava Junga, kao i literaturu o azijskim religijama i kršćanstvu, osobito o meditaciji i molitvi, počeo se zanimati za nekonvencionalne pristupe u liječenju pacijenata. Godine 1978., zajedno sa suprugom Barbarom H. Siegel, odgojiteljicom predškolske djece, osniva udrugu Iznimni pacijenti oboljeli od raka (Exceptional Cancer Patients, ECaP), kako bi omogućili psihološku i emocionalnu potporu pacijentima oboljelim od raka. Godine 1989. napušta radno mjesto na sveučilištu i posvećuje se pisanju knjiga i predavanjima. Sa suprugom živi u New Havenu. Otac je petero djece.

## Djela
Siegel je napisao desetak knjiga vezanih uz samopomoć i samoiscjeljivanje. Najpoznatija je knjiga Ljubav, medicina, čuda (Love, Medicine & Miracles, 1986.). U knjizi zaključuje kako osjeća kako se sve bolesti mogu dovesti u vezu s nedostatkom ljubavi ili s uvjetovanom, zapravo sebičnom ljubavi. Mržnja, sebična "ljubav" ili nedostatak ljubavi tijekom godina iscrpljuju imunološki sustav organizma, dovodeći ga u jednom trenutku u stanje depresivne ispražnjenosti i nemoći za daljnju obranu. Siegel smatra da je to trenutak u kojem čovjek obolijeva, od raka ili neke druge bolesti, i kako je samo bezuvjetna ljubav najsnažniji poticaj za oporavak čovjekova imunološkog sustava.

## Vanjske poveznice
Mrežna mjesta
- berniesiegelmd.com, službeno mrežno mjesto (engl.)
- Bernie S. Siegel, Ljubav, medicina, čuda, predgovor i uvod
- Bernie S. Siegel, Ljubav, medicina, čuda, odlomci iz knjige (srp.)